# Purbach am Neusiedler See
Purbach am Neusiedler See (węg. Feketeváros, burg.chorw. Porpuh) – miasto w Austrii, w kraju związkowym Burgenland, w powiecie Eisenstadt-Umgebung, nad Jeziorem Nezyderskim. Liczy 2,76 tys. mieszkańców (1 stycznia 2014).